# Louis Sauveur Villeneuve
Louis-Sauveur de Villeneuve, markiz de Forcalqueiret (ur. 6 sierpnia 1675 w Aix-en-Provence, zm. 18 czerwca 1745 w Marsylii) – francuski dyplomta.
Przez 13 lat ambasador Ludwika XV w Turcji (1728-1741). Udało mu się doprowadzić do zawarcia pokoju w Belgradzie w między Turcją z jednej strony a Rosją i Austrią z drugiej. Pokój ten zawarto 18 września 1739 roku. 
Po powrocie do Francji został radcą stanu (conseiller d'Etat) i markizem de Forcalqueiret, z odpowiednią posiadłością podniesioną do rangi markizatu. W październiku 1744 Ludwik uczynił go swym sekretarzem stanu spraw zagranicznych, lecz markiz odmówił w swej wrodzonej skromności. 
Bratem Luisa-Savera był François-Raynaud de Villeneuve (1685-1766), wikary w Marsylii podczas epidemii dżumy (1720-1721).